# Cénomanien
Stratigraphie
Albien Turonien
Crétacé inférieur
Le Cénomanien, aussi appelé Woodbinian, est le premier étage stratigraphique du Crétacé supérieur. Il s'étend entre −100,5 Ma et −93,9 Ma.
Le Cénomanien représente le plus haut niveau marin des 600 derniers millions d'années (environ 150 m au-dessus du niveau actuel)[réf. nécessaire].

## Stratotype

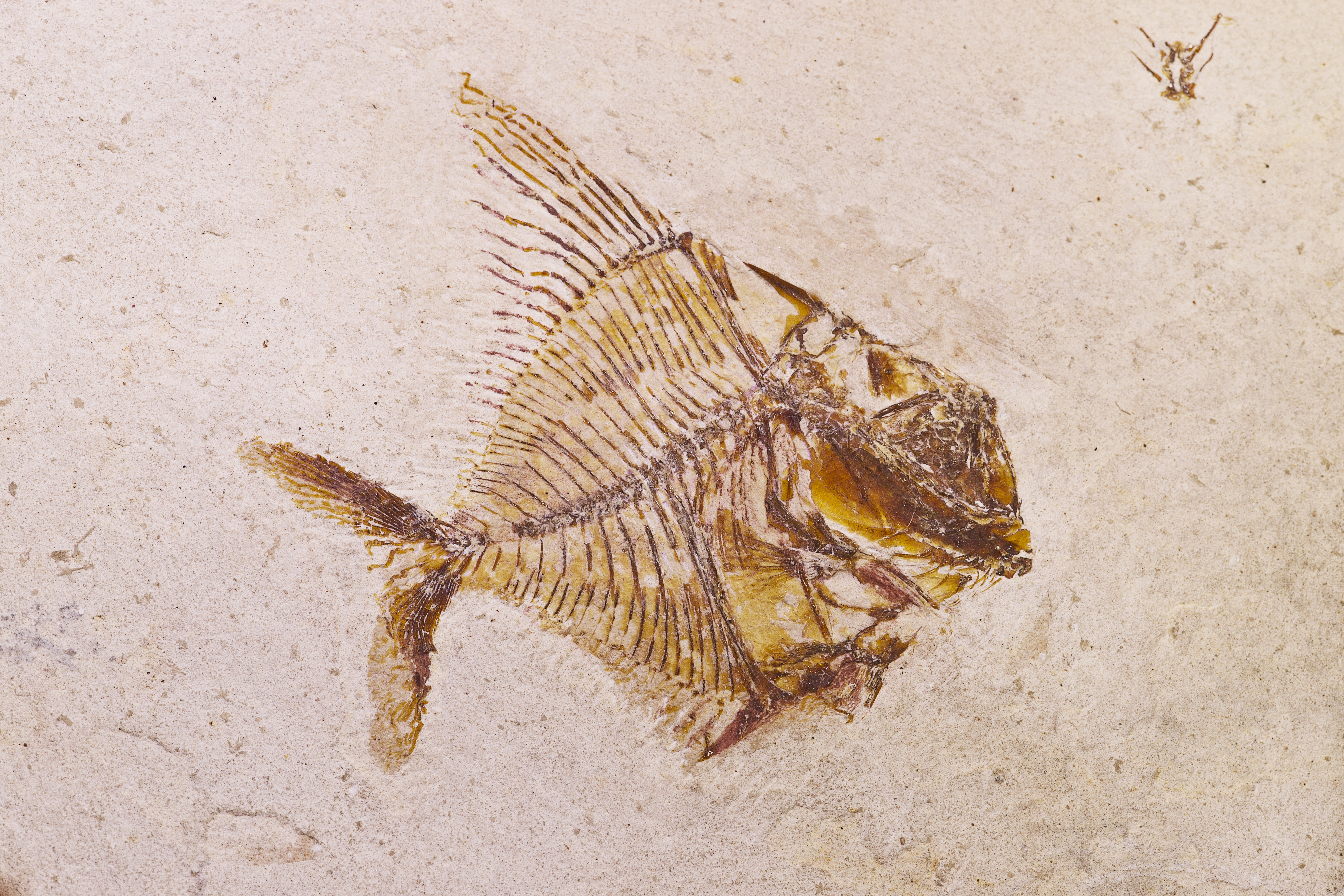
Aipichthys Minor (Pictet 1850) - Téthys cénomanienne.

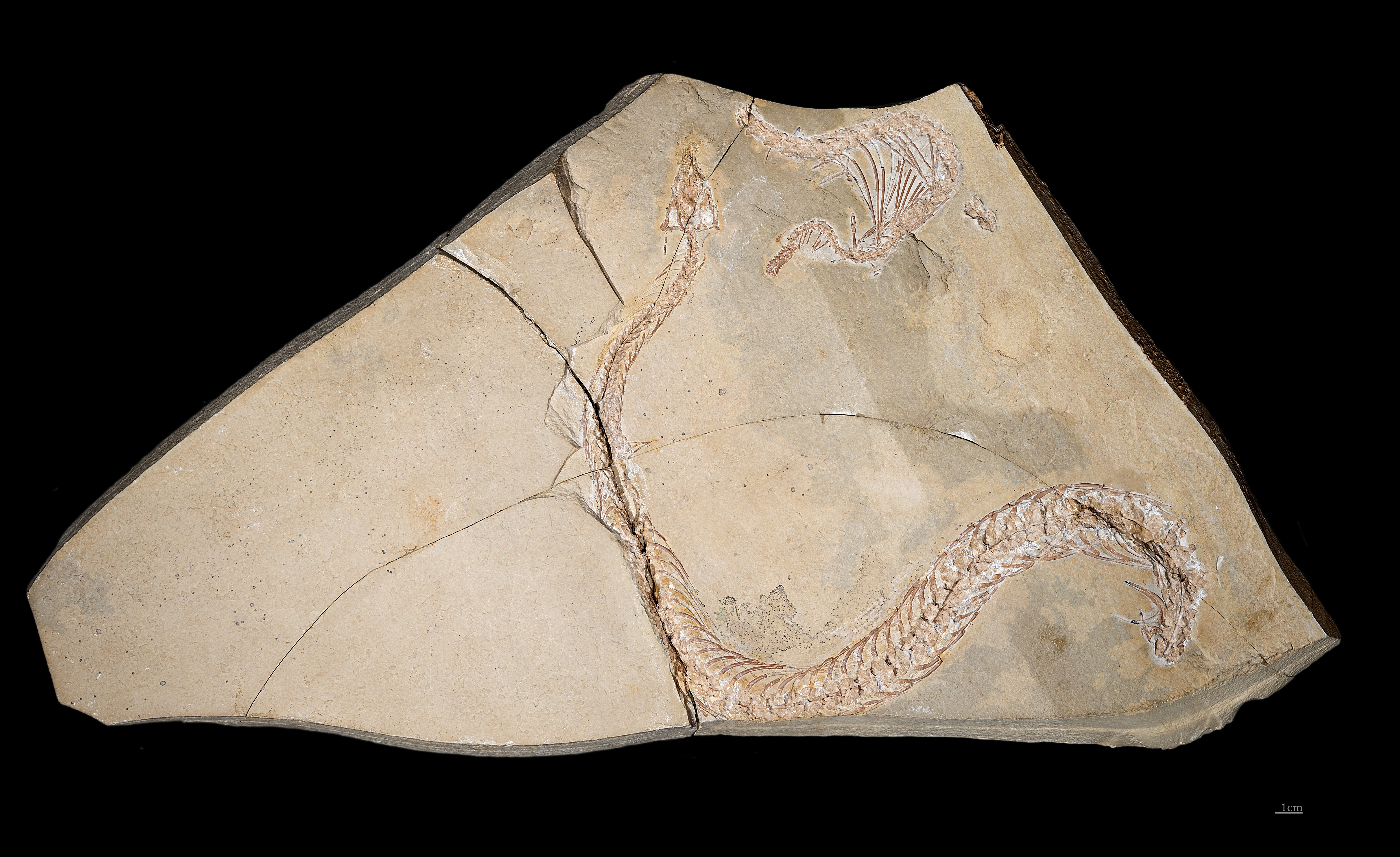
Serpent « à pattes » Eupodophis descouensi.

Le Cénomanien doit son nom à la ville française du Mans, dans la Sarthe, et plus particulièrement à l'ancien peuple des Cénomans.
Il a été défini comme stratotype de référence et décrit la première fois en 1847 par Alcide d'Orbigny.
Composé essentiellement  de sables, il est à l'origine du grès "roussard" (cénomanien inférieur) qui donne à la muraille du Mans sa couleur.
Sa base biostratigraphique est définie par la première apparition du foraminifère Rotalipora globotruncanoides. Son sommet correspond à la première apparition de l'ammonite Watinoceras devonense. Les préalvéolines sont aussi des fossiles marqueurs du Cénomanien ; Praealveolina iberica, P. pennensis et P. debilis successivement sont indicatrices du Cénomanien inférieur et moyen, tandis que Praealveolina brevis et P. tenuis sont successivement  trouvées dans le Cénomanien supérieur - mais P. tenuis peut se retrouver en conjonction avec P. brevis au début du Cénomanien supérieur.
L'ambre de Birmanie, qui recèle de nombreuses inclusions fossiles date du Cénomanien.
Le Cénomanien et le Turonien constituent une étape clé dans le développement des squamates (serpents, lézards). Entre le début du Cénomanien et la fin du Turonien, quatre grands groupes se diversifient dans la zone méditerranéenne :
- les serpents « à pattes » (atteignant 1,5 m et tous pachyostotiques, que l'on ne trouve qu'au cénomanien en Europe occidentale, Afrique du Nord, région adriatique et Proche-Orient) ;
- les dolichosaures ;
- les aigialosauridés ;
- les mosasauridés.

Ces deux derniers sont regroupés sous le terme de Mosasauroidea. Certains pensent que l'origine des serpents remonte à cette époque.

### Article
- [Calonge et al. 2002] (en) A. Calonge, Esmeralda Caus, J.M. Bernaus et M. Aguilar, « Praealveolina (Foraminifera) species: a tool to date Cenomanian platform sediments », Micropaleontology, vol. 48, no 1,‎ 2002, p. 53–66 (résumé).

### Ouvrage
- Jeanne Dufour, Terre de roussard (lire en ligne [PDF]).
- MOREL N. (coord.) 2015. — Stratotype Cénomanien. Muséum national d'Histoire naturelle, Paris ; Biotope, Mèze, 384 p. (Patrimoine Géologique : 6)  (ISBN 978-2-85653-775-6)